# Jules-Joseph Lefebvre

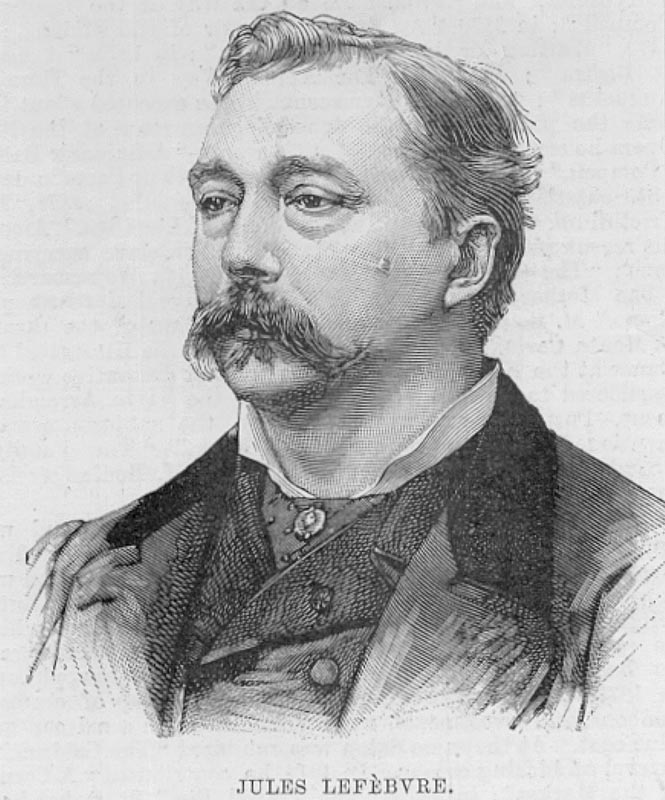
Jules Joseph Lefebvre

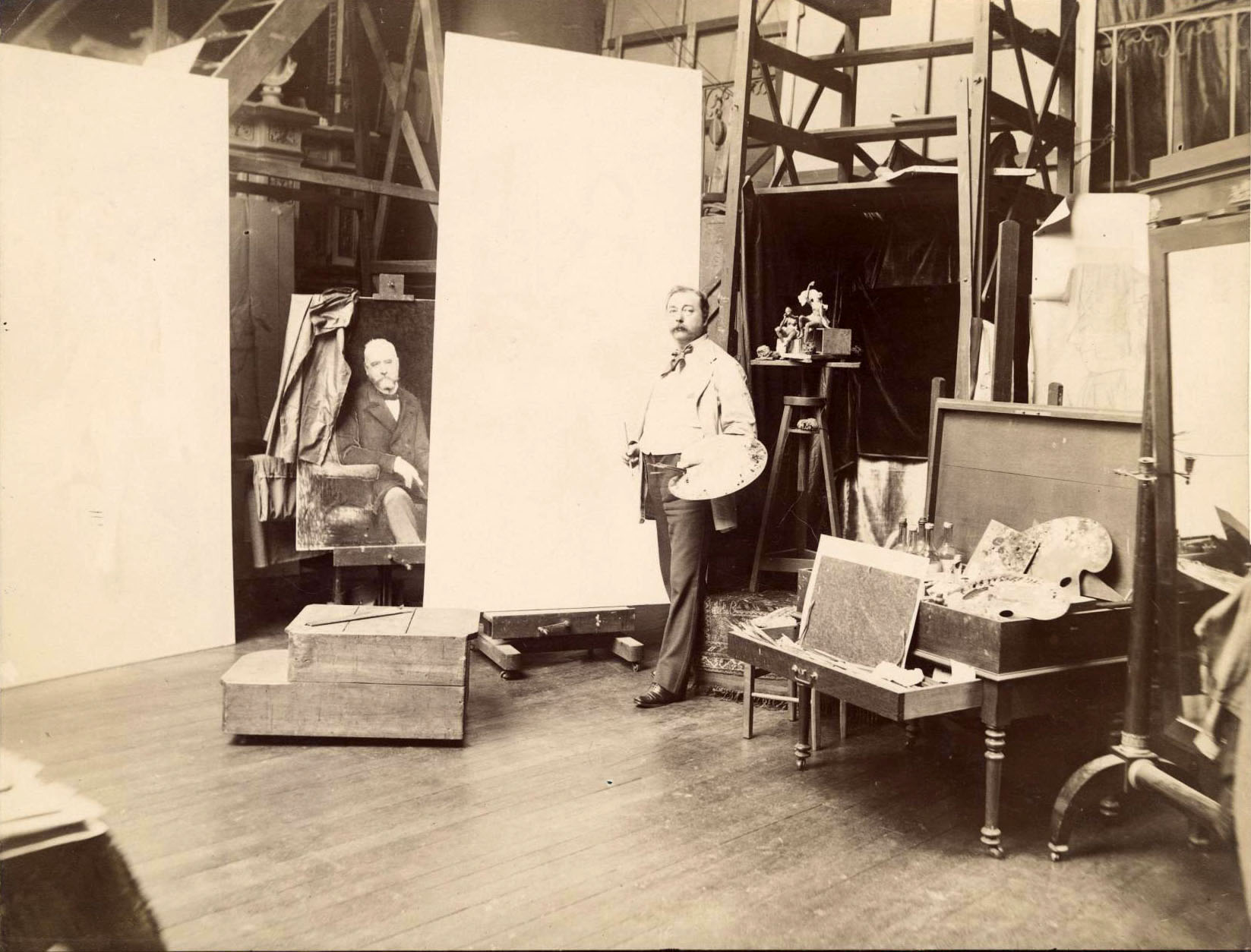
Jules Lefebvre im Atelier

Jules-Joseph Lefebvre (* 14. März 1834 in Tournan-en-Brie, Département Seine-et-Marne; † 24. Februar 1912 in Paris) war ein französischer Maler und Lehrer an der Académie Julian in Paris. Er spezialisierte sich auf die Porträt- und Aktmalerei.

## Leben
Lefebvre war Bäckersohn. Sein Vater ermutigte ihn 1852 nach Paris zu gehen, um Malerei zu studieren. Dort lernte er ein Jahr unter Léon Cogniet, um schließlich zur renommierten École nationale supérieure des beaux-arts de Paris zu wechseln. 1855 stellte er seine Werke erstmal auf dem Pariser Salon aus. Nach Abschluss der Ausbildung reiste er nach Italien, wo er nach mehreren erfolglosen Versuchen 1861 mit dem historischen Gemälde Der Tod von Priam den Prix de Rome gewann.
Während seiner römischen Zeit konnte er ausführlich die Maler des Manierismus studieren, besonders Andrea del Sarto, von dem er sehr beeinflusst wurde und dessen Arbeiten er kopierte. Zu dieser Zeit entstand auch sein erstes Aktgemälde. Er schickte 1864 und 1866 zwei Werke zur Ausstellung im Pariser Salon, letzteres wurde jedoch von Kritikern sehr schlecht aufgenommen. Als dann im selben Jahr noch seine Eltern und eine seiner Schwestern starben, führte dies zu einer tiefen Depression und veränderte sein Leben völlig.
In der Folgezeit kehrte er nach Paris zurück und überdachte seinen bisherigen Stil, er wandelte sich mehr zu einer realistischen Darstellung der Wirklichkeit. 1868 stellte er sein zweites Aktgemälde im Salon aus, welches wesentlich besser aufgenommen wurde. Zwei Jahre später hatte er mit Wahrheit seinen ersten großen Erfolg, welcher unter anderem zu seiner Auszeichnung als Offizier der Ehrenlegion führte. Im selben Jahr nahm er seine Anstellung als Lehrer an der Académie Julian auf.
In den Jahren darauf verfeinerte er seine Technik und konzentrierte sich vollends auf Porträts und Akte. Von 1855 bis 1898 stellte er insgesamt 72 Werke im Pariser Salon aus, die meistens Frauen zeigten. Für ihn Modell standen unter anderem seine Tochter Yvonne, Napoléon Eugène Louis Bonaparte (Napoleon IV.) und der Schriftsteller Alexandre Dumas, der 1892 das Gemälde Femme Nue für 25.000 Francs kaufte.

## Schüler (Auswahl)
- Frank Weston Benson (1862–1951)
- Elizabeth Jane Gardner Bouguereau (1837–1922)
- John Leslie Breck (1860–1899)
- Charles Courtney Curran (1861–1942)
- Ralph Wormeley Curtis (1854–1922)
- Gaston Darbour (1869–1941)
- Walter Lofthouse Dean (1854–1912)
- Childe Hassam (1859–1935)
- George Hitchcock (1850–1913)
- Louis Aston Knight (1873–1948)
- Fernand Khnopff (1858–1921)
- Anna Elizabeth Klumpke (1856–1942)
- Arnold Lyongrün (1871–1935)
- Frederick MacMonnies (1863–1937)
- Gari Melchers (1860–1932)
- Willard Leroy Metcalf (1858–1925)
- Thomas Corsan Morton (1859–1928)
- Elizabeth Nourse (1859–1938)
- Robert Reid (1862–1929)
- Guy Rose (1867–1925)
- Joseph Henry Sharp (1859–1953)
- Edmund Charles Tarbell (1862–1938)
- Lesser Ury (1861–1931)
- Karl Vautier (1860–nach 1910)
- Hugo Vogel (1855–1934)
- Erich Wolfsfeld (1884–1956)
- Léon Richet (1847–1907)

## Werke (Auswahl)
- Fleurs des Champs
- Mädchen mit Mandoline
- Wahrheit (La Vérité) (1870)
- Chloé (1875)
- Portrait der Julia Foster Ward (1880)
- Japonaise (1882)
- Pandora (1882)
- Portrait der Edna Barger von Connecticut (1884)
- Clémence Isaure

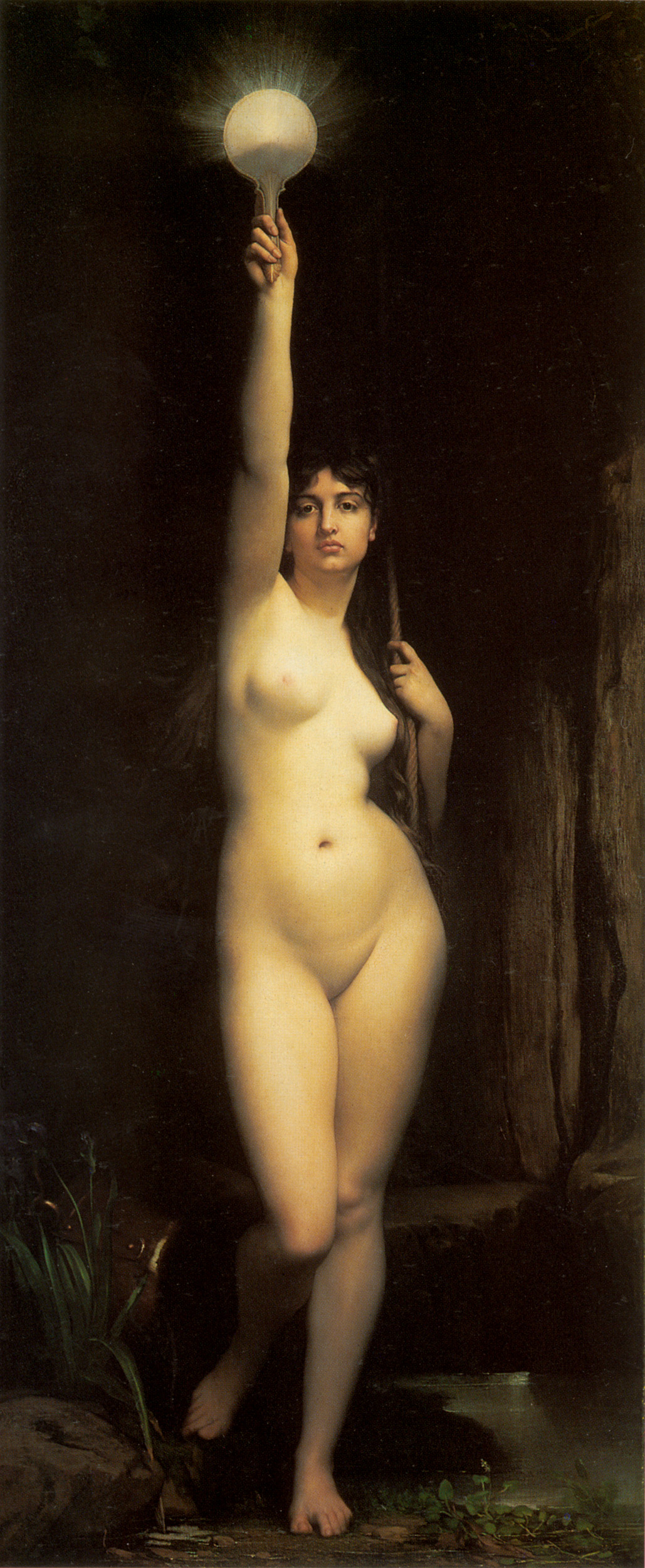
Wahrheit (1870)
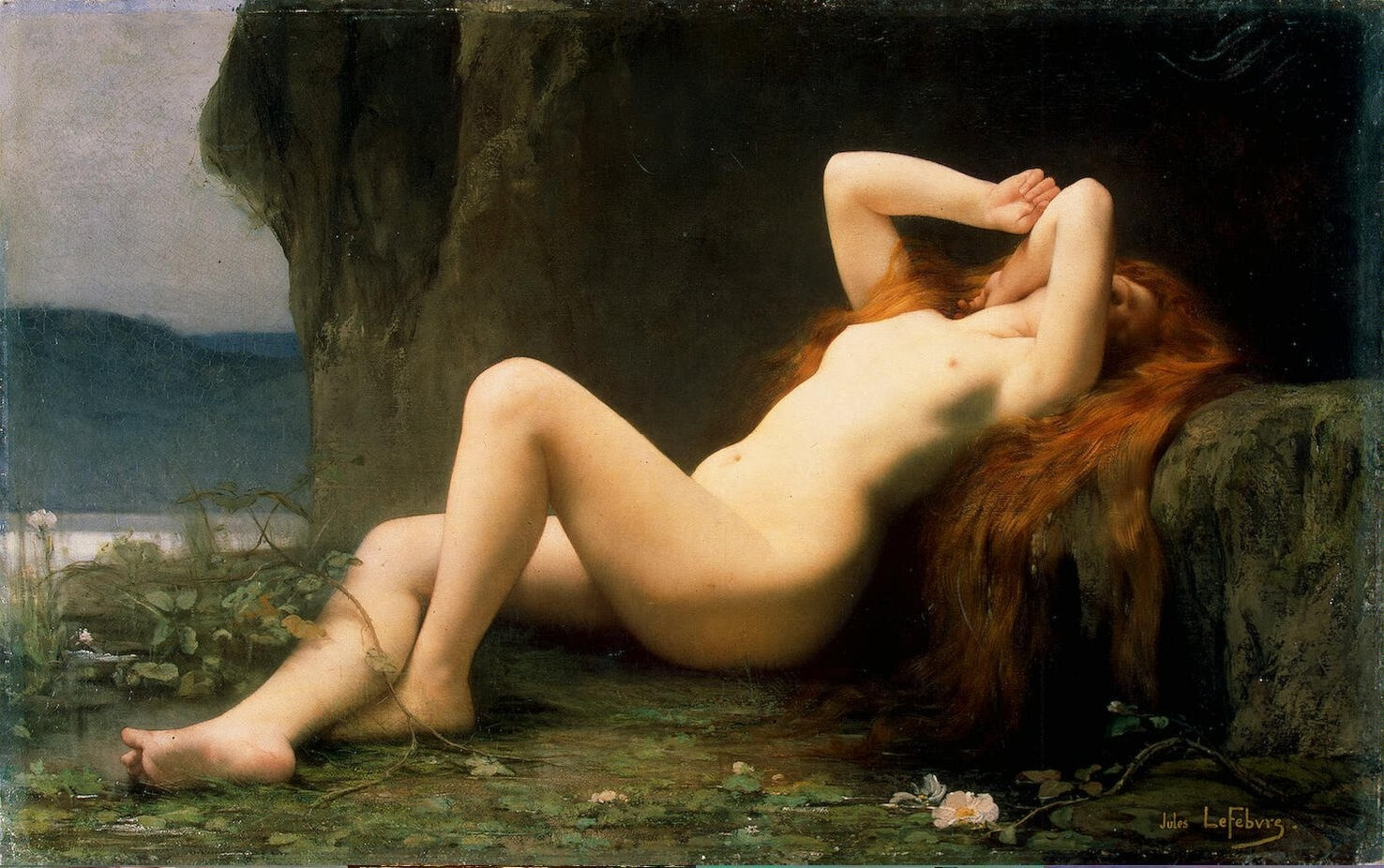
Maria Magdalena in der Grotte
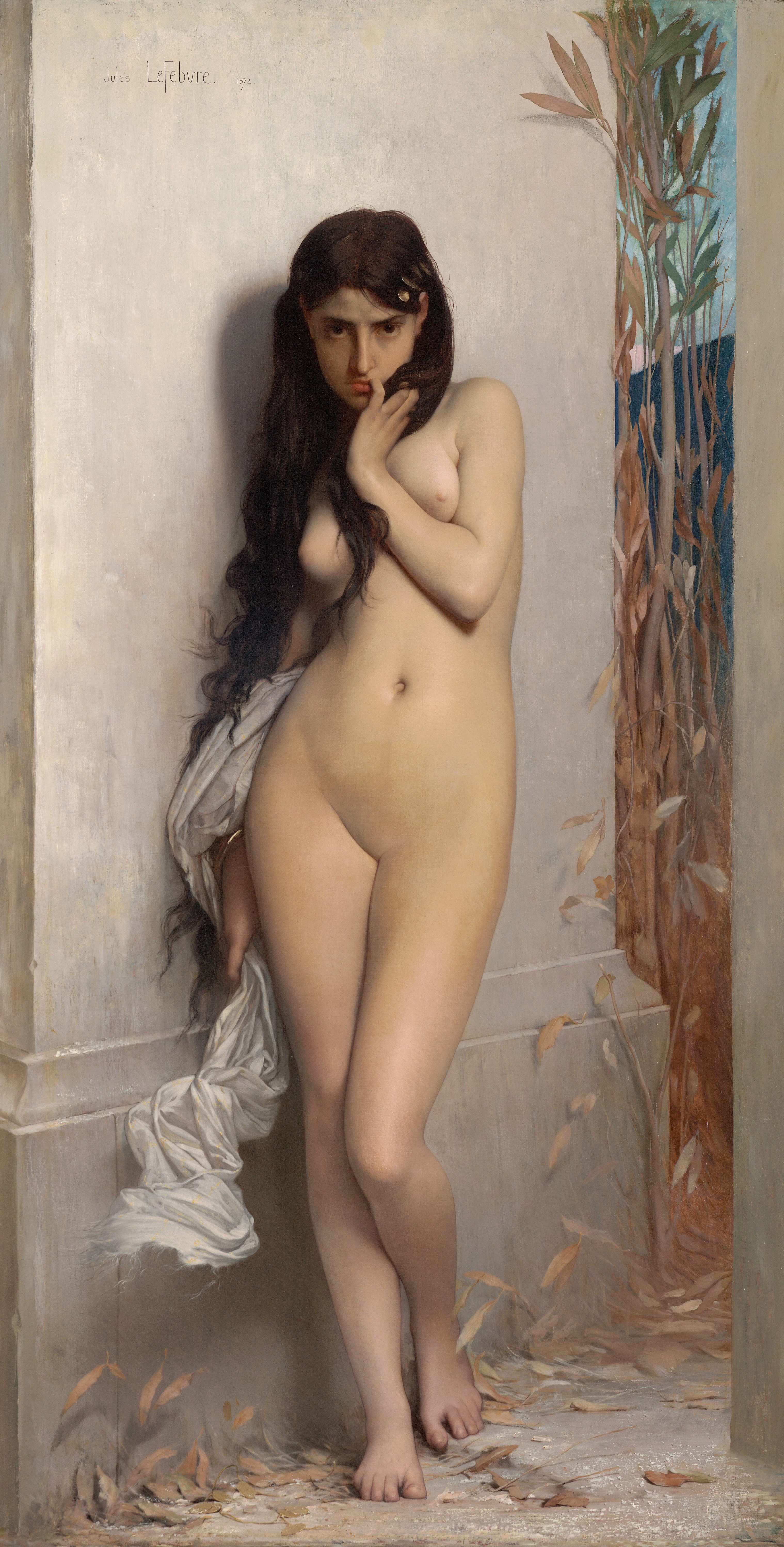
La Cigale (1872)
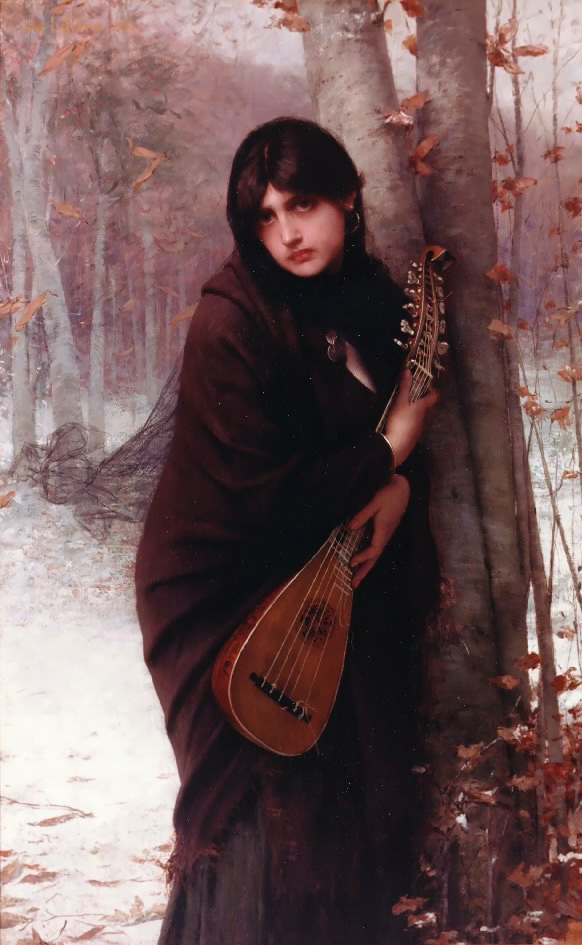
Mädchen mit Mandoline

## Auszeichnungen
- Offizier der Ehrenlegion (1870)
- Mitglied der Académie des Beaux-Arts (1891)
- Mitglied der Académie royale des Sciences, des Lettres et des Beaux-Arts de Belgique (1891)[1]
- Kommandeur der Ehrenlegion (1898)